# Baby’s Gang
Baby’s Gang — итальянская подростковая поп-группа, образованная в Италии в 1983 году. Группа состояла из тринадцати школьниц во главе с будущей звездой итало-диско Иваной Спанья. В основном известны своим хитом «Happy Song». Группа просуществовала до 1988 года.

## История
Baby’s Gang была сформирована в 1983 году продюсером Ларри Пинаньоли и состояла из тринадцати девочек-подростков во главе с вокалисткой Иваной Спанья. Пинаньоли, Спанья и Отто Баччиоччи написали большую часть материала Baby’s Gang. Фирменным звуком группы был танцевальный бит на пересечении итало-диско и электро-поп. Baby’s Gang подписали контракт с Memory Records под руководством продюсера Алессандро Занни и выпустили несколько успешных синглов, в том числе свой главный хит «Happy Song». В 1985 году немецкая диско-группа Boney M записала кавер-версию, которая сделала песню европейским хитом. После выпуска своего первого альбома «Challenger» (1986) Спанья продолжила сольную карьеру с песней «Easy Lady». Baby’s Gang распалась в конце 1988 года. Из группы Дениз Бонфанти впоследствии сделала относительно успешную карьеру вокалистки.

## Дискография

### Альбомы
- Challenger (1985)
- Child Disco (1989) (официально выходил только в Корее)[1]

### Синглы
- 1983: «Happy Song»
- 1984: «Challenger»
- 1985: «America»
- 1985: «Jamin»
- 1985: «Step by Step»
- 1986: «My Little Japanese Boy»
- 1988: «Disco Maniac»